# Парламентська Скупщина Боснії і Герцеговини
Парламентська Скупщина Боснії і Герцеговини — двопалатний законодавчий орган Боснії та Герцоговини. Вона складається з двох палат:
- Палата народів складається з 15 членів, які призначаються парламентами республік. Вона складається з 15 членів однаково розподілених серед трьох етнічних груп у Боснії і Герцеговині: 5 боснійців, 5 сербів і 5 хорватів. Члени призначаються парламентами союзних республік.
- Палата представників має 42 члена, які обираються терміном на чотири роки по пропорційному представництву. 28 членів обираються з Федерації Боснії і Герцеговини, а 14 з Республіки Сербської.

Його попередником була однопалатна Скупщина Боснії і Герцеговини і Народні Збори Боснії і Герцеговини.

## Партії
| |  |
| Соціал-демократична партія Боснії і Герцеговини Партія демократичної дії Союз за краще майбутнє Боснії і Герцеговини Хорватська демократична співдружність Боснії і Герцеговини За Боснію і Герцеговину Хорватська коаліція (Хорватська партія права і Хорватський демократичний союз 1990) Народна партія роботи за прогрес Демократичне народне товариство Союз незалежних соціал-демократів Сербська демократична партія Партія демократичного прогресу Демократичний народний альянс |  |

### Палата народів
| Боснійці            | Боснійці                                                   |
| ------------------- | ---------------------------------------------------------- |
| Місце не зайняте    |                                                            |
| Халід Геняц         | Партія демократичної дії                                   |
| Сулейман Тіхіч      | Партія демократичної дії                                   |
| Мехмед Брадаріч     | Соціал-демократична партія Боснії і Герцеговини            |
| Нерміна Капєтановіч | Партія демократичної дії                                   |
| Хорвати             |                                                            |
| Драган Човіч        | Хорватська демократична співдружність Боснії і Герцеговини |
| Боряна Крішто       | Хорватська демократична співдружність Боснії і Герцеговини |
| Крунослав Врдоляк   | Соціал-демократична партія Боснії і Герцеговини            |
| Стєпан Крєшич       | Хорватська партія права                                    |
| Мартін Рагуж        | Хорватський демократичний союз 1990                        |
| Серби               |                                                            |
| Младен Іваніч       | Партія демократичного прогресу                             |
| Драгутін Родіч      | Демократичний народний альянс                              |
| Огнєн Тадіч         | Сербська демократична партія                               |
| Сташа Кошарац       | Союз незалежних соціал-демократів                          |
| Крстан Сіміч        | Союз незалежних соціал-демократів                          |

### Палата представників
- Соціал-демократична партія Боснії і Герцеговини — 8 місць
- Союз незалежних соціал-демократів — 8 місць
- Партія демократичної дії — 7 місць
- Сербська демократична партія — 4 місця
- Союз за краще майбутнє Боснії і Герцеговини — 4 місця
- Хорватська демократична співдружність Боснії і Герцеговини — 3 місця
- За Боснію і Герцеговину — 2 місця
- Хорватська коаліція (Хорватська партія права і Хорватський демократичний союз 1990) — 2 місця
- Народна партія роботи за прогрес — 1 місце
- Партія демократичного прогресу — 1 місце
- Демократичний народний альянс — 1 місце
- Демократичне народне товариство — 1 місце

## Голови скупщини та її палат

### Президенти скупщини (1953–1990)[1][2]
- Джуро Пуцар (1953–1963)
- Ратомір Дугоніч (1963–1967)
- Джемал Бієдіч (1967–1971)
- Хамдія Поздєрац (1971–1978)
- Ніко Міхалєвіч (1978–1981)
- Васо Гачіч (1981–1983)
- Іваца Блажевіч (1983–1984)
- Салко Оруч (1984–1987)
- Саво Чечур (1987–1989)
- Златан Каравдіч (1989–1990)

### Спікери скупщини (1990-97)
- Момчило Країшник (1990 — 29 жовтня 1992)
- Абдула Коніция (в.о.) (29 жовтня 1992 — 25 грудня 1992)
- Міро Лазовіч (25 грудня 1992 — 3 січня 1997)

Від 3 січня 1997 скупщина стала двопалатною.

### Голови Палати народів
| №  | Ім'я           | Термін повноважень | Термін повноважень | Партія                                                     |
| -- | -------------- | ------------------ | ------------------ | ---------------------------------------------------------- |
| 1  | Момір Тошич    | 3 січня 1997       | вересень 1997      | Сербська демократична партія                               |
| 2  | Авдо Чампара   | вересень 1997      | травень 1998       | Партія демократичної дії                                   |
| 3  | Пєтар Маїч     | травень 1998       | 4 грудня 1998      | Хорватська демократична співдружність Боснії і Герцеговини |
| 4  | Владімір Шоліч | 4 грудня 1998      | серпень 1999       | Хорватська демократична співдружність Боснії і Герцеговини |
| 5  | Ізет Жигіч     | серпень 1999       | березень 2000      | За Боснію і Герцеговину                                    |
| 6  | Драго Любічіч  | березень 2000      | 20 березня 2001    | Союз незалежних соціал-демократів                          |
| 7  | Ілія Шиміч     | 20 березня 2001    | жовтень 2001       | Хорватська селянська партія Боснії і Герцоговини           |
| 8  | Сейфудін Токіч | жовтень 2001       | 29 квітня 2002     | Соціал-демократична партія Боснії і Герцеговини            |
| 9  | Нікола Шпіріч  | 29 квітня 2002     | 31 січня 2003      | Союз незалежних соціал-демократів                          |
| 10 | Велімір Юкіч   | 31 січня 2003      | 30 вересня 2003    | Хорватська демократична співдружність Боснії і Герцеговини |
| 11 | Мустафа Памук  | 30 вересня 2003    | 28 травня 2004     | Партія демократичної дії                                   |
| 12 | Горан Мілоєвіч | 28 травня 2004     | 18 січня 2005      | Партія демократичного прогресу                             |
| 13 | Велімір Юкіч   | 18 січня 2005      | 30 вересня 2005    | Хорватська демократична співдружність Боснії і Герцеговини |
| 14 | Мустафа Памук  | 30 вересня 2005    | 29 травня 2006     | Партія демократичної дії                                   |
| 15 | Горан Мілоєвіч | 29 травня 2006     | 14 квітня 2007     | Партія демократичного прогресу                             |
| 16 | Ілія Філіповіч | 14 квітня 2007     | 14 листопада 2007  | Хорватська демократична співдружність Боснії і Герцеговини |
| 17 | Сулейман Тіхіч | 14 листопада 2007  | 14 липня 2008      | Партія демократичної дії                                   |
| 18 | Младен Іваніч  | 14 липня 2008      | 26 лютого 2009     | Партія демократичного прогресу                             |
| 19 | Душанка Майкіч | 26 лютого 2009     | 14 березня 2009    | Союз незалежних соціал-демократів                          |
| 20 | Ілія Філіповіч | 14 березня 2009    | 14 листопада 2009  | Хорватська демократична співдружність Боснії і Герцеговини |
| 21 | Сулейман Тіхіч | 14 листопада 2009  | 14 липня 2010      | Партія демократичної дії                                   |
| 22 | Душанка Майкіч | 14 липня 2010      | 20 травня 2011     | Союз незалежних соціал-демократів                          |
| 23 | Огнєн Тадіч    | 20 травня 2011     | 9 лютого 2012      | Сербська демократична партія                               |
| 24 | Драган Човіч   | 9 лютого 2012      |                    | Хорватська демократична співдружність Боснії і Герцеговини |

### Голови Палати представників
| №  | Ім'я                    | Термін повноважень | Термін повноважень | Партія                                                     |
| -- | ----------------------- | ------------------ | ------------------ | ---------------------------------------------------------- |
| 1  | Іво Лозанчіч            | 3 січня 1997       | 16 вересня 1997    | Хорватська демократична співдружність Боснії і Герцеговини |
| 2  | Слободан Бієліч         | 16 вересня 1997    | травень 1998       | Сербська демократична партія                               |
| 3  | Халід Геняц             | травень 1998       | серпень 1999       | Партія демократичної дії                                   |
| 4  | Мірко Баняц             | серпень 1999       | 29 лютого 2000     | Сербська демократична партія                               |
| 5  | Перо Скопляк            | 29 лютого 2000     | 29 грудня 2000     | Хорватська демократична співдружність Боснії і Герцеговини |
| 6  | Сеад Авдіч              | 29 грудня 2000     | 29 серпня 2001     | Соціал-демократична партія Боснії і Герцеговини            |
| 7  | Желько Міряніч          | 29 серпня 2001     | квітень 2002       | Союз незалежних соціал-демократів                          |
| 8  | Маріофіл Любіч          | квітень 2002       | 3 грудня 2002      | Хорватська демократична співдружність Боснії і Герцеговини |
| 9  | Шефік Джаферовіч        | 9 грудня 2002      | 8 серпня 2003      | Партія демократичної дії                                   |
| 10 | Нікола Шпіріч           | 8 серпня 2003      | 8 квітня 2004      | Союз незалежних соціал-демократів                          |
| 11 | Мартін Рагуж            | 8 квітня 2004      | 8 грудня 2004      | Хорватська демократична співдружність Боснії і Герцеговини |
| 12 | Шефік Джаферовіч        | 8 грудня 2004      | 8 серпня 2005      | Партія демократичної дії                                   |
| 13 | Нікола Шпіріч           | 8 серпня 2005      | 8 квітня 2006      | Союз незалежних соціал-демократів                          |
| 14 | Мартін Рагуж            | 8 квітня 2006      | січень 2007        | Хорватська демократична співдружність Боснії і Герцеговини |
| 15 | Беріз Бєлкіч            | 11 січня 2007      | 11 вересня 2007    | За Боснію і Герцеговину                                    |
| 16 | Мілорад Живковіч        | 11 вересня 2007    | 13 січня 2008      | Союз незалежних соціал-демократів                          |
| 17 | Ніко Лозанчіч           | 13 січня 2008      | 12 січня 2009      | Хорватська демократична співдружність Боснії і Герцеговини |
| 18 | Беріз Бєлкіч            | 12 січня 2009      | 11 вересня 2009    | За Боснію і Герцеговину                                    |
| 19 | Мілорад Живковіч        | 11 вересня 2009    | 11 травня 2010     | Союз незалежних соціал-демократів                          |
| 20 | Ніко Лозанчіч           | 11 Мтравня 2010    | 30 листопада 2010  | Хорватська демократична співдружність Боснії і Герцеговини |
| 21 | Аднан Башич (проміжний) | 30 листопада 2010  | 20 травня 2011     | Союз за краще майбутнє Боснії і Герцеговини                |
| 22 | Деніс Бєчіровіч         | 20 травня 2011     | 20 січня 2012      | Соціал-демократична партія Боснії і Герцеговини            |
| 23 | Мілорад Живковіч        | 20 січня 2012      |                    | Союз незалежних соціал-демократів                          |